# Saint-Jal
Saint-Jal é uma comuna francesa na região administrativa da Nova Aquitânia, no departamento de Corrèze. Estende-se por uma área de 26,55 km². Em 2010 a comuna tinha 642 habitantes (densidade: 24,2 hab./km²).